# Cythna laon
Cythna laon är en insektsart som beskrevs av George Willis Kirkaldy 1906. Cythna laon ingår i släktet Cythna och familjen vedstritar. Inga underarter finns listade i Catalogue of Life.